# 法兰西第三共和国
法兰西第三共和国（法語：La Troisième République，有时写作）是1870年法兰西第二帝国在普法战争中崩溃后建立的政体，直到1940年7月10日法国在第二次世界大战中被纳粹德国击败，随后维希法国成立。
1870年至1871年的普法战争给法兰西第二帝国带来了巨大的政治动荡。1870年拿破仑三世倒台后，法兰西第三共和国仍持续普法战争。战后，普鲁士人侵占了法国的阿尔萨斯（保留了贝尔福的领土）和洛林（东北部，即今摩泽尔省一带），导致了法国社会动荡和巴黎公社的建立。在第三共和国的早期，政府曾考虑重建君主制，但关于君主制的性质和王位的合法占有者等分歧无法解决，因此最初设想作为临时政府的第三共和国反而成为法国的正式政府。
1875年的法国宪法规定了第三共和国的组成，国会由众议院和参议院组成，即政府的立法部门，并由总统担任国家元首。在法国前两任总统阿道夫·梯也爾和帕特里斯·麥克馬洪的任期内，他们呼吁恢复君主制。但是随着民众逐渐接受了共和制以及一系列共和主义总统的统治，到了1880年代，呼吁恢复君主制的声音便逐渐消失。
第三共和国建立了许多法国殖民地，包括法属印度支那、法属马达加斯加、法属波利尼西亚，以及在争夺非洲的过程中在西非的大片领土，这些都是在19世纪最后20年获得的。20世纪初，民主共和联盟主导了整个政坛；最初，民主共和联盟被认为是一个中间偏左的政治联盟，但随着时间的推移，它变成了中间偏右的主要政党。从第一次世界大战开始到1930年代末，民主共和联盟和激进派之间的政治分化非常严重。二战爆发后不到一年，德国军队占领了法国大部分地区，取而代之的是夏尔·戴高乐的自由法國和菲利普·贝当的维希法国的敌对政府。
在1870年代时，阿道夫·梯也爾曾将共和主义称为“最不可能使法国陷于分裂的政府形式”，但因第三共和国的政治出现了严重的两极分化而事与愿违；左翼继承了法国革命的改良主义，而右翼植根于农民、罗马天主教会和军界，并代表着法国的保守势力。尽管法国选民之间存在严重分歧，并不断有人试图推翻第三共和国，但它仍存在了70年之久，创下法国自1789年旧政权崩溃以来持续时间最长的政体。

## 政治

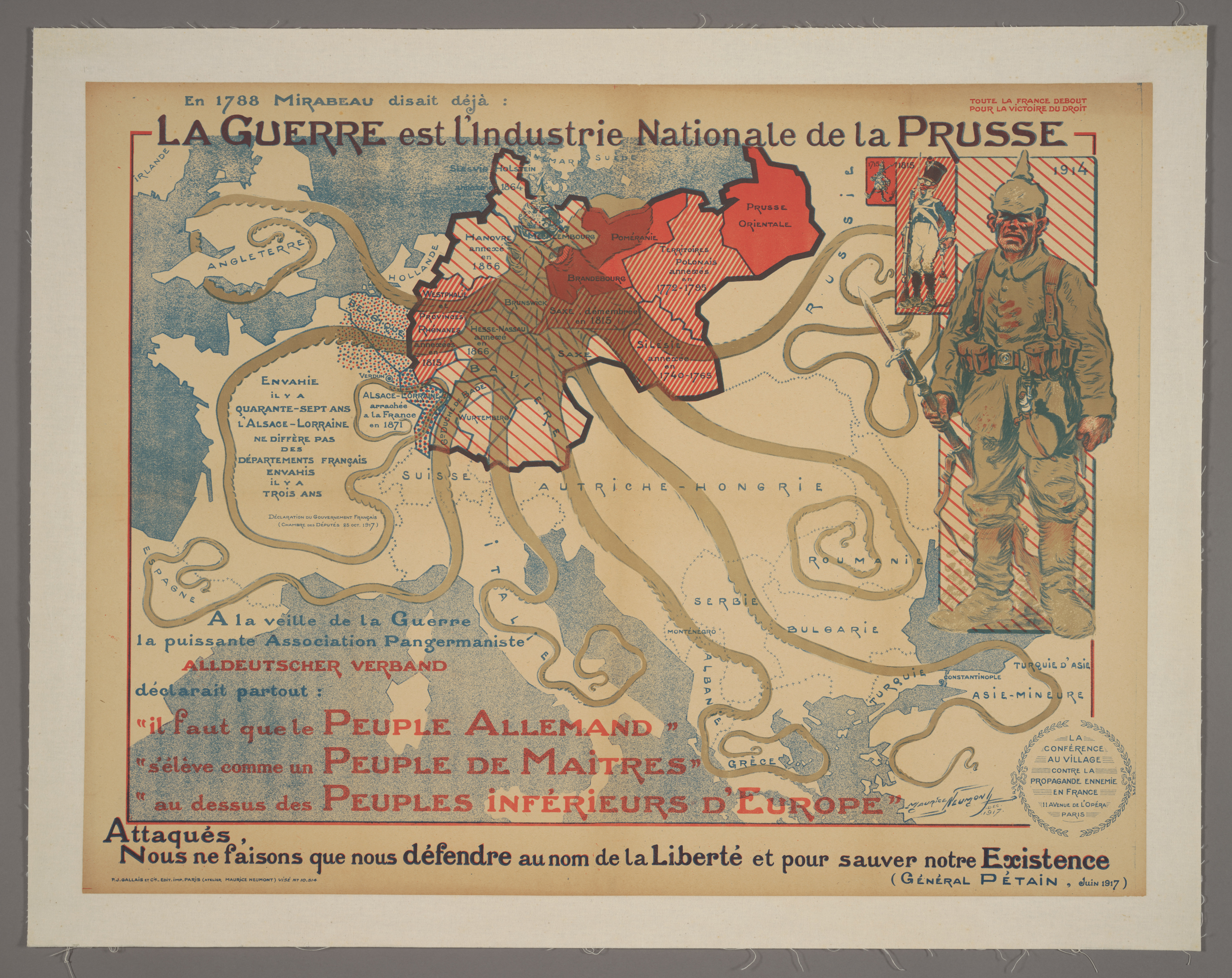
1917年的一张法国宣传海报的标题是18世纪的一句话:“即使在1788年，米拉波也说过战争是普鲁士的民族工业”

1870年至1871年的普法战争战败，皇帝拿破仑三世和他的帝国被推翻。1870年9月1日，拿破仑在色当战役中被普鲁士人俘虏后，由莱昂·甘必大领导的巴黎代表于1870年9月4日成立临时国防政府。代表人随后选择路易·朱爾·特羅胥将军担任总统。第三共和国的第一个政府在包围巴黎期间（1870年9月19日- 1871年1月28日）统治。当巴黎与法国其他未被占领的地方被切断时，战争部长莱昂·甘必大乘热气球离开巴黎，在卢瓦尔河畔的图尔市建立临时共和政府的总部。
1871年1月投降后，临时国防政府解散，并举行了全国选举，目的是建立新政府。当时被普鲁士占领的法国领土没有参加这次选举。由此产生的保守派国民议会选举阿道夫·梯也爾为临时政府首脑。由于巴黎民众普遍的革命和左翼政治氛围，右翼政府选择凡尔赛宫作为其总部。
1871年5月10日，新政府与新成立的德意志帝国通过谈判达成了一项和平协议:《法兰克福条约》。为了促使普鲁士人离开法国，政府通过了一系列金融法律，例如有争议的到期法，来支付赔款。从1871年3月下旬到5月，巴黎工人和国民警卫队发动起义，建立了巴黎公社。巴黎公社维持了两个月激进的左翼政权，直到1871年5月被梯也尔的政府血腥镇压。对公社的镇压给劳工运动带来了灾难性的后果。

### 议会君主制

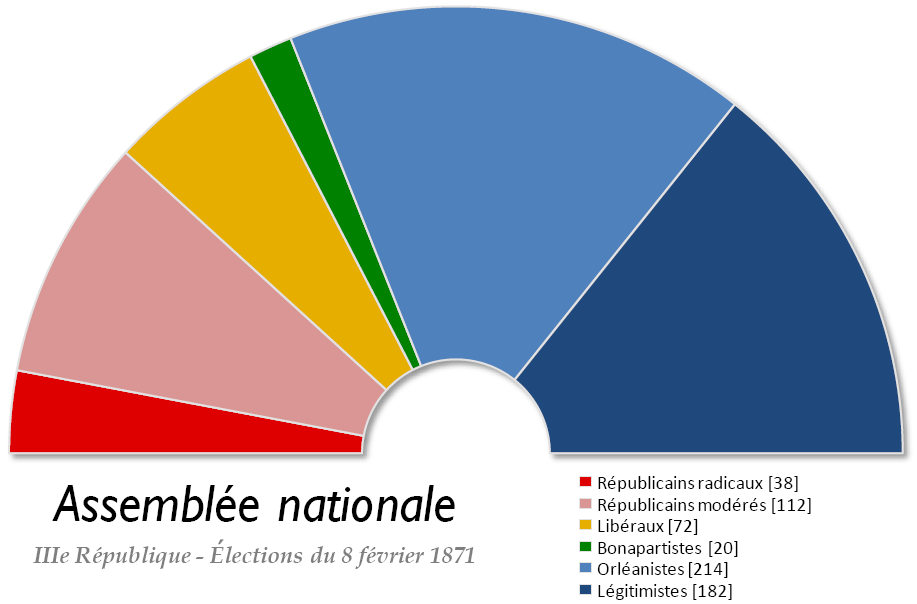
国民议会的组成- 1871年

1871年，拿破仑三世政权倒台后，法国举行了立法机构选举，结果，君主主义者在法国国民议会中占多数，这有利于与普鲁士达成和平协议。国民议会中的正统派支持国王查理十世的后裔继承法国王位，这个人是他的孙子尚博伯爵亨利，又名“亨利五世”，因为查理十世是波旁王朝长系的最后一位君主。奥尔良主义者支持路易-菲利普一世的后裔，路易-菲力浦一世是1830年取代查理十世成为法国君主的人，他是查理十世的堂兄。奥尔良主义者支持他的孙子巴黎伯爵腓力七世。由于拿破仑三世的失败，波拿巴党人被边缘化了，他们也无法让波拿巴家族成员获得候选资格。正统主义者和奥尔良主义者最终达成妥协，没有子女的尚博伯爵亨利被承认为国王，而巴黎伯爵被承认为他的继承人。因此，在1871年，王位被授予了尚博伯爵。
尚博伯爵认为，恢复的君主制必须消除革命的一切痕迹（包括最著名的三色旗），以恢复君主制和国家之间的统一，因为革命造成了分裂。如果国家要重新统一，在这个问题上妥协是不可能的。但是，一般民众不愿意放弃三色旗。因此，君主主义者只能坐等年迈无子的尚博伯爵死后，把王位交给他更开明的继承人——巴黎伯爵。因此，建立了一个“临时”的共和政府。尚博伯爵一直活到1883年，但那时，民众对君主制的热情已经消退，结果巴黎伯爵再也没有得到法国的王位。

### “道德秩序”政府

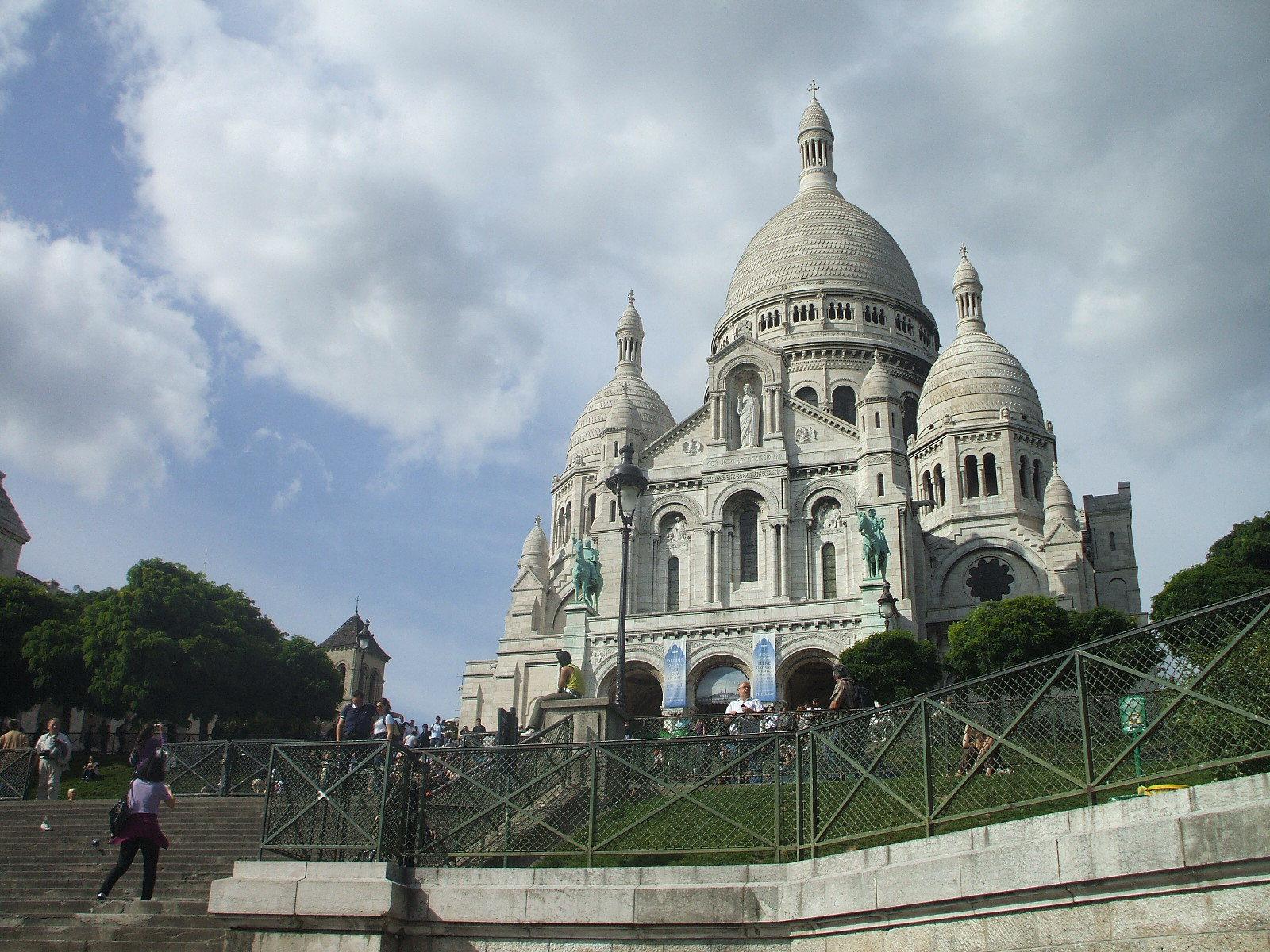
圣心圣殿是道德秩序的象征

1871年1月法国向普鲁士投降，结束了普法战争，由于巴黎被普鲁士军队包围，国防过渡政府在凡尔赛建立了新的政府所在地。该年2月选出了新的代表，构成了后来演变成第三共和国的政府。这些代表——主要是保守的共和主义者——制定了一系列法案，招致了共和主义运动中激进分子和左翼分子的抵制和抗议。在巴黎，与凡尔赛当局结盟的巴黎政府和该市激进的社会主义者之间爆发了一系列公开争吵。激进分子最终拒绝了凡尔赛的权威，并于3月建立了巴黎公社作为回应。
支撑公社的原则被法国保守派普遍视为道德败坏，而凡尔赛的政府则试图维持它所建立的脆弱的战后稳定。5月，在帕特里斯·麦克马洪和凡尔赛政府的指挥下，法国正规军向巴黎进军，并在被称为“血腥周”的期间成功地摧毁了这个公社。后来，由于在公社被镇压后，保守政策和价值观被恢复，“道德秩序”这一术语被应用到萌芽中的第三共和国。
由于对公社的镇压，麦克马洪的声望大增，他后来于1873年5月当选共和国总统，并一直担任到1879年1月。作为一名坚定的天主教保守派，他同情正统主义者，并以不信任世俗主义者著称，随着自由派和世俗派共和主义者在他的总统任期内获得了议会多数席位，他与法国议会的分歧越来越大。
1875年2月，一系列议会法案确立了新共和国的宪法，共和国的总统是它的领导。设立了一个由直接选举的众议院和间接选举的参议院组成的两个议院的议会，以及一个由理事会主席(总理)领导的部门，后者名义上对共和国总统和立法机关负责。19世纪70年代，君主制是否应该取代或监督共和制一直是公众争论的焦点。

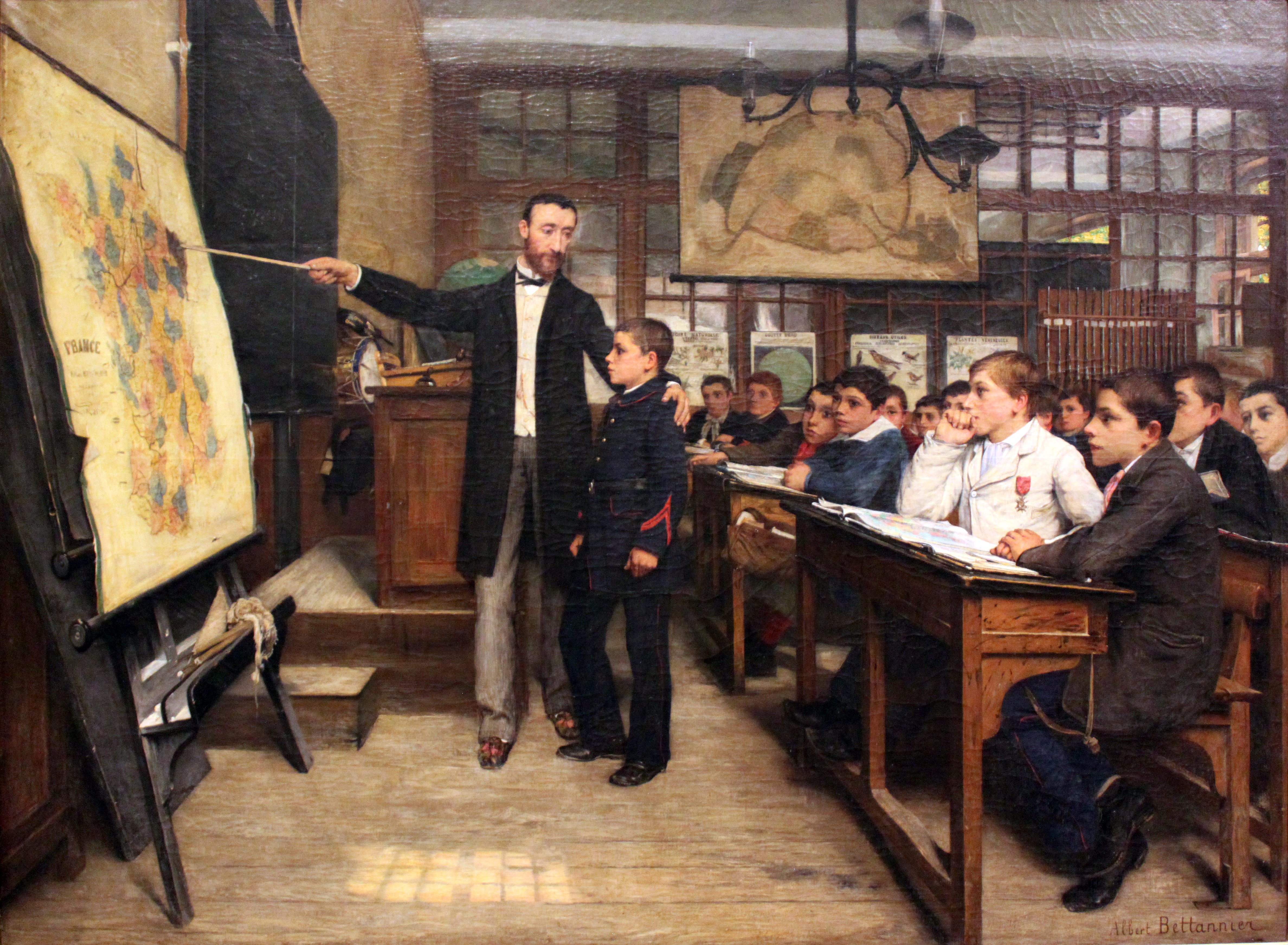
在法国，学校的孩子们被教导不要忘记阿尔萨斯-洛林的德占区，这些地区在地图上用黑色标出

1876年的选举显示了公众对共和运动中日益增长的反君主主义倾向的高度支持。决定性的共和主义者多数派当选为众议院议员，而君主主义者在参议院的多数派仅保留一个席位。1877年5月，时任法国总统的麦克马洪做出了回应，试图通过一系列在法国被称为「五月十六」(le seize Mai)的行动，来平息共和主义者日益高涨的支持率，并限制他们的政治影响力。
1877年5月16日，麦克马洪迫使温和的共和主义者总理朱尔斯·西蒙辞职，并任命奥尔良主义者阿爾貝·德·布羅伊担任总理。当下议院对这一任命表示愤怒，认为权力过渡是非法的，并拒绝与麦克马洪或德·布羅伊合作时，德·麦克马洪解散了下议院，并要求在次年10月举行新的大选。随后，共和主义者和共和主义的同情者指控麦克马洪试图发动一场宪法政变，但他公开否认了这一指控。
10月的选举再次让共和主义者在众议院占多数，进一步肯定了公众舆论。到1879年1月，共和主义者继续在参议院获得多数席位，确立在参众两院的主导地位，并有效地终结了君主制复辟的可能性。麦克马洪于1879年1月30日辞职，由温和派的儒勒·格雷维继任。

### 机会主义的共和主义者
在1877年5月16日的危机之后，正统主义者被赶出权力中心，共和国最终由被称为奉行「机会主义」的共和主义者统治，他們亦稱「溫和共和派」，因为他们支持温和的社会和政治变革，以牢固地建立新政权。茹费理法使公共教育变得免费、具有强制性的而且世俗，被评为1881年和1882年，第一个共和国公民权力扩张的迹象。从那时起，公共教育就不再是天主教会的独家控制了。
为了阻止法国君主主义者成为一股重要的政治力量，1885年，法国王室的珠宝被拆散并出售。只有几枚王冠被保留了下来，但是它们的珍贵宝石被彩色玻璃取代了。

### 布朗热危机

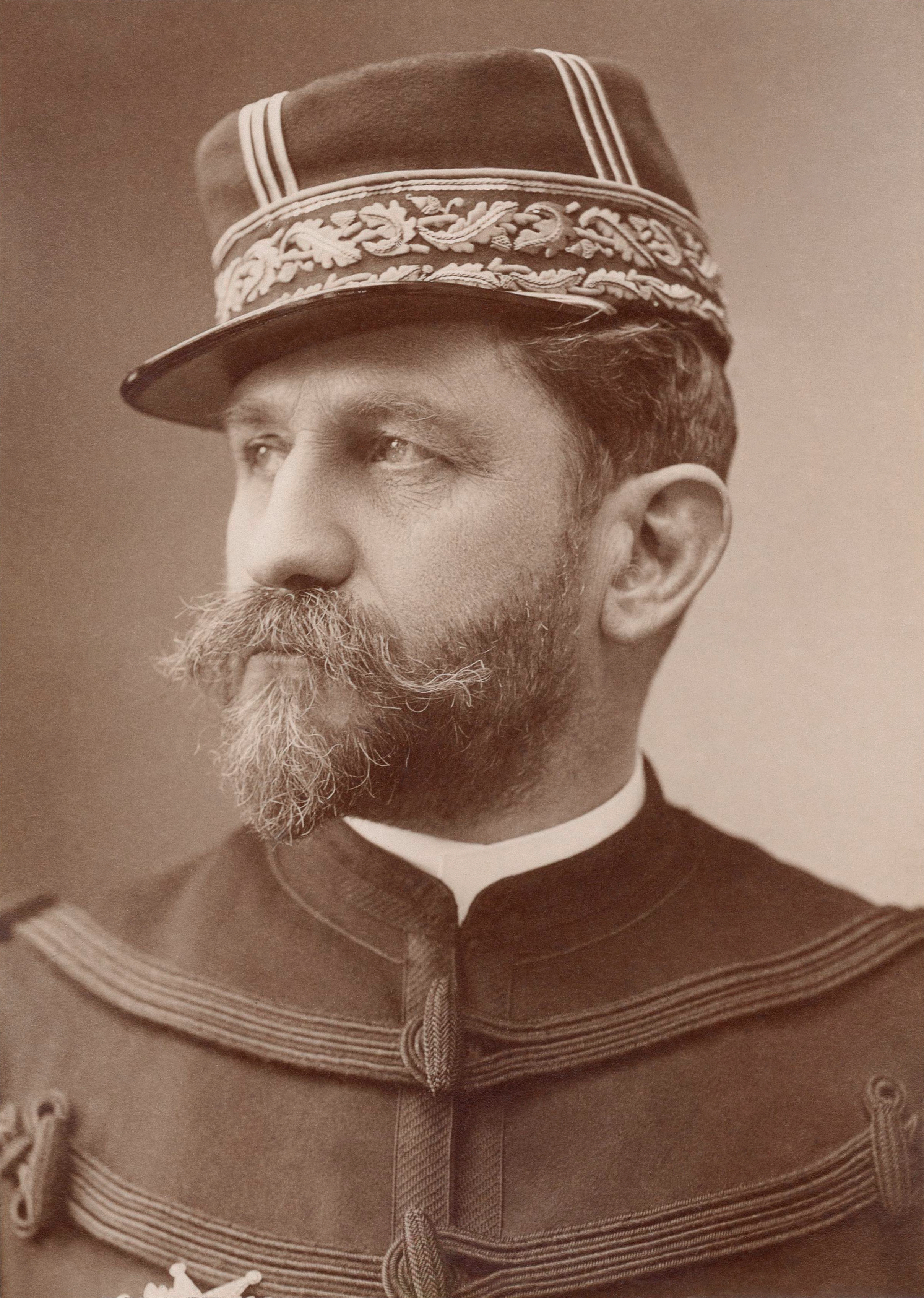
乔治·布朗热，昵称复仇者将军

1889年，乔治·布朗热将军引发的一场突如其来的政治危机撼动了法兰西共和国。作为一位极受欢迎的将军，他赢得了一系列的选举，在这些选举中，他将辞去下议院的席位，并再次在另一个选区竞选。1889年1月，他的声望达到最高点，他威胁要发动政变，建立独裁政权。他在巴黎和其他城市的工业区，加上农村传统的天主教徒和保皇党人的支持，促进了针对德国的侵略性的民族主义。1889年9月的选举标志着布朗热主义者决定性失败。他们被选举法的变化所击败，选举法的变化阻止了布朗热在多个选区竞选。布朗热的倒台严重削弱了法国国内保守派和保皇派的政治力量；他们直到1940年才恢复元气。
修正主义学者认为，布朗热主义者更多地代表激进的左翼分子，而不是极右分子。他们的工作是一种逐渐形成的共识的一部分，即法国的激进右翼在德雷福斯时代部分是由十年前激进左翼的布朗热派支持者组成的。

### 巴拿马运河丑闻
1892年的巴拿马丑闻涉及到建造巴拿马运河失败的巨大代价。由于疾病、死亡、效率低下和普遍的腐败，负责这个大型项目的巴拿马运河公司破产了，损失了数百万美元。这被认为是19世纪最大的货币腐败丑闻。由于法国政府收受贿赂，对巴拿马运河公司的财务问题保持沉默，造成了近10亿法郎的损失。

### 福利国家和公共卫生
在第一次世界大战之前，政府在法国的作用比在德国小。尽管法国的自然资源较少，但法国的收入水平高于德国，而税收和政府支出也低于德国。
法国在发展福利国家方面落后于俾斯麦时期的德国，以及英国和爱尔兰。1898年出台了针对工人的意外保险法，1910年，法国建立了国家养老金计划。与德国和英国不同，这些项目的规模要小得多——例如，养老金是一项自愿计划。历史学家蒂莫西·史密斯发现，法国人对国家公共援助计划的恐惧源于对英国济贫法的普遍蔑视。肺结核是当时最可怕的疾病，尤其是对20多岁的年轻人来说。德国建立了强有力的公共卫生措施和公共疗养院，但法国让私人医生来处理这个问题。法国医学界捍卫着自己的特权，公共卫生活动人士的组织和影响力也不如德国、英国和美国。例如，19世纪80年代，一项公共卫生法引发了一场旷日持久的斗争，该法律旨在重组国家的卫生服务，要求传染病登记，强制隔离，以及改进1850年不完善的卫生和住房立法。
然而，改革者遇到了来自官僚、政客和医生的反对。由于它对许多人的利益构成了极大的威胁，这个提案在1902年成为法律之前被辩论和推迟了20年。当政府意识到传染性疾病会削弱新兵的战斗力，并使人口增长率远低于德国时，这一计划终于得以实施。 另一种理论认为，相对于德国，法国人口增长率较低是由于法国出生率较低，也许是由于法国革命法律规定土地必须分给所有的儿子（或支付一大笔补偿费）——这导致农民不想要一个以上的儿子。没有证据表明法国人的预期寿命低于德国人。

## 德雷福斯事件
德雷福斯事件是一场重大的政治丑闻，从1894年到1906年的决议，震动了法国，并在随后的几十年里产生了影响。这一事件的处理方式已成为一种现代和普遍的不公正的象征。这仍然是一场复杂的司法不公的最突出的例子之一，在这场不公中，新闻和公众舆论发挥了核心作用。争论的焦点是法国军队明目张胆的反犹太主义，以及保守派和天主教传统主义者对世俗的中左翼、左翼和共和党势力（包括大多数犹太人）的争辩。最后，后者取得了胜利。

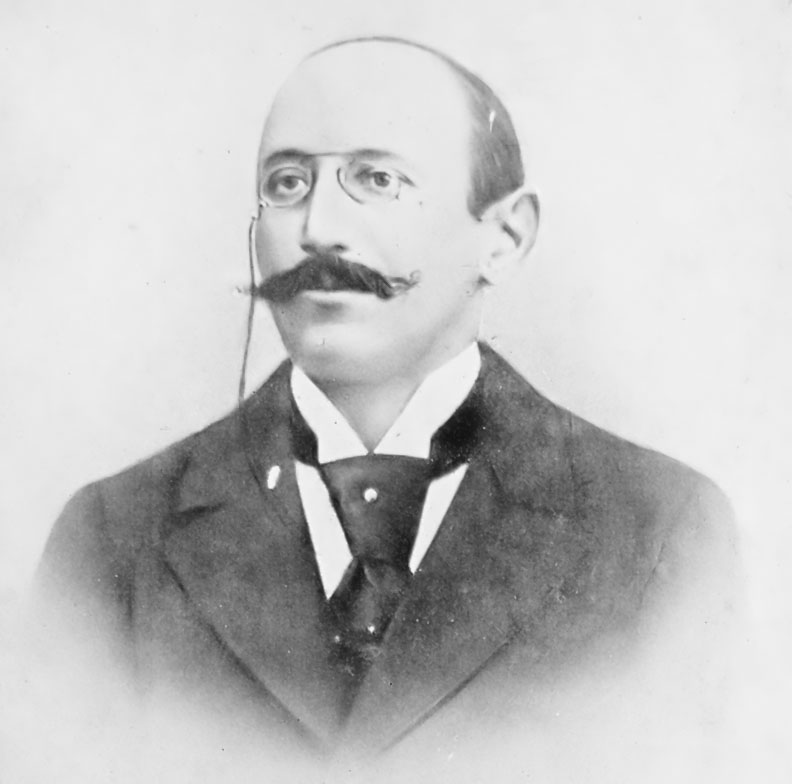
阿尔弗雷德·德雷福斯少校

1894年11月，阿尔萨斯犹太后裔、年轻的法国炮兵军官阿尔弗雷德·德雷福斯被判叛国罪。他因向德国驻巴黎大使馆泄露法国军事机密而被判终身监禁，并被送往法属圭亚那魔鬼岛的劳役营(绰号“断头台”)，在那里他度过了近5年的时光。
两年后，有证据表明，一名名叫费迪南德·沃尔辛·埃斯特哈齐的法国陆军少校才是真正的间谍。在高级军事官员压制了新证据之后，军事法庭一致宣判埃斯特哈齐无罪。作为回应，军方根据虚假文件对德雷福斯提出了额外指控。1898年1月，著名作家埃米尔·左拉(Emile Zola)在巴黎的一家报纸上发表了一封措辞激烈的公开信。活动人士向政府施加压力，要求其重新审理此案。
1899年，德雷福斯再次回到法国接受审判。随之而来的激烈的政治和司法丑闻将法国社会分为两派，一派支持德雷福斯，另一派则谴责他。新的审判导致了另一项定罪和10年的刑期，但德雷福斯得到了赦免和释放。最终，所有对他的指控都被证明是毫无根据的。1906年，德雷福斯被证明无罪，重新成为法国陆军少校。
从1894年到1906年，这一丑闻将法国深刻而持久地分为两个对立的阵营：由保守派、天主教传统主义者和君主主义者组成的亲军“反德雷弗斯分子”，在知识分子和教师的大力支持下，他们通常输给了反教权、亲共和主义的“德雷弗斯分子”。这一事件使法国政治更加痛苦，并助长了政治光谱两边激进派政客日益增长的影响力。

## 社会历史

### 报纸
民主政治结构得到了政治报纸流行的支持。巴黎的日报发行量从1870年的100万份增加到1910年的500万份，后来在1939年达到了600万。广告迅速增长，为出版提供了稳定的财政基础，但广告收入并没有覆盖所有相关的成本，所以报社还必须得到商业利益集团的秘密补贴，作为回报报社会写一些有利于金主的报道。1881年新的自由主义新闻法废除了一个世纪以来的典型限制做法。19世纪60年代引进的高速旋转式锄头印刷机，缩短了周转时间，降低了出版成本。新型的通俗报纸，尤其是《小日报》，吸引了更多对各种娱乐和小道消息而非硬新闻感兴趣的读者。它占领了巴黎市场四分之一的份额，并迫使其余报纸降价。主要的日报都雇佣了自己的记者来竞争新闻报道。所有的报纸都依赖于哈瓦斯通讯社(也就是现在的法新社)，这是一家拥有记者网络的电报新闻服务机构，与路透社签订了全球服务合同。这些古板的旧报纸因为专注于严肃的政治问题而保持了忠实的客户。虽然报纸通常会给出虚假的发行量数据，但1913年的《小普罗旺斯报》每天的发行量大概是10万份，而《小普罗旺斯经报》每天的发行量大约是7万份。广告只占页面的20%左右。
罗马天主教会通过其全国性报纸《十字架報》对其旗下的集团媒体施加压力促使它们进行了改革。教会大力倡导传统天主教的同时，创新最现代的技术和分销体系，推出适合当地口味的地域性版本。世俗主义者和共和主义者认为这份报纸是他们最大的敌人，尤其是当它带头攻击德雷福斯是叛徒并煽动反犹太主义的时候。在德雷福斯被赦免后，激进派主导的政府在1900年关闭了它的报纸。
银行秘密付钱给某些报纸，以促进特定的金融利益，并掩盖或洗地不当行为。他们还从商业产品的新闻报道中收取广告费用。有时，报纸会以发布不利信息为要挟，强迫企业在他们发行的报纸上做广告。外国政府，尤其是俄罗斯和土耳其，每年秘密支付给媒体数十万法郎，以保证对其在巴黎出售的债券进行有利的报道。当俄罗斯真正遇到坏消息时，比如说1905年俄国革命与日俄战争，俄罗斯政府付给了这些法国报纸高达100万法郎，目的是给俄罗斯政府洗地。在第二次世界大战期间，报纸变成了一个宣传机构，大力宣传法国军队的功劳，并避免批评的评论。他们很少报告盟军的战果，把所有的好消息都归功于法国军队。总而言之，这些报纸并不是独立的真相拥护者，而是秘密付费的银行业广告。
第一次世界大战结束了新闻界的黄金时代。他们的年轻的工作人员被征召，而且找不到男性的替代者(当时认为女性不适合当记者)。铁路运输实行了定量供应，纸张和油墨的运输减少了，导致原料的缺乏，进而导致了报纸发行量的减少。通货膨胀提高了新闻纸的价格，而新闻纸一直供不应求。封面价格上升，发行量下降，在巴黎郊外出版的242份日报中的许多都关门了。政府成立了部际新闻委员会，对新闻界进行密切监督。一个独立的机构实施了严格的审查制度，导致新闻报道或社论被禁止留白。这些日报有时只有两页，而不是通常的四页，这使得一家讽刺性报纸试图以同样的精神报道战争新闻:
战争的消息。一半的齐柏林飞艇将一半的炸弹扔向中场休息的战士，造成四分之一的人员受伤。齐柏林飞艇在半路上遭到部分半高射炮的攻击，被摧毁了一半。"
地方报纸在1900年后蓬勃发展。然而，战后巴黎的报纸在很大程度上陷入了停滞。战后最成功的报纸是《巴黎晚报》，它没有任何政治议程，致力于提供耸人听闻的报道，以帮助发行量，但同时也提供严肃的文章，以树立声望。到1939年，其发行量已超过170万份，是与其最接近的竞争对手《小巴黎人报》的两倍。除了日报外，巴黎晚报还赞助了一份非常成功的女性杂志《玛丽-克莱尔》，同时还赞助了另一份杂志《Match》，这是一个模仿美国的新闻摄影杂志《Life》的杂志。

### 农民现代化
法国是一个农业国，农民是法国公民中的典型。历史学家歐根·韋伯在其影响深远的著作《从农民到法国人》(1976)中，追溯了法国乡村的现代化进程，并认为在19世纪末和20世纪初，法国乡村带着一种民族认同感，从落后和孤立走向现代。他强调铁路、共和学校和全民征兵的作用。他的发现基于学校记录、移民模式、兵役文件和经济趋势。韦伯认为，直到1900年左右，法国的国家意识在各省都很薄弱。韦伯接着研究了第三共和国的政策是如何在农村地区创造出法国民族意识的。韦伯的学术研究受到了广泛的赞扬，但也遭到了一些人的批评，他们认为1870年以前法国各省就存在着法国民族意识。

### 城市百货商店

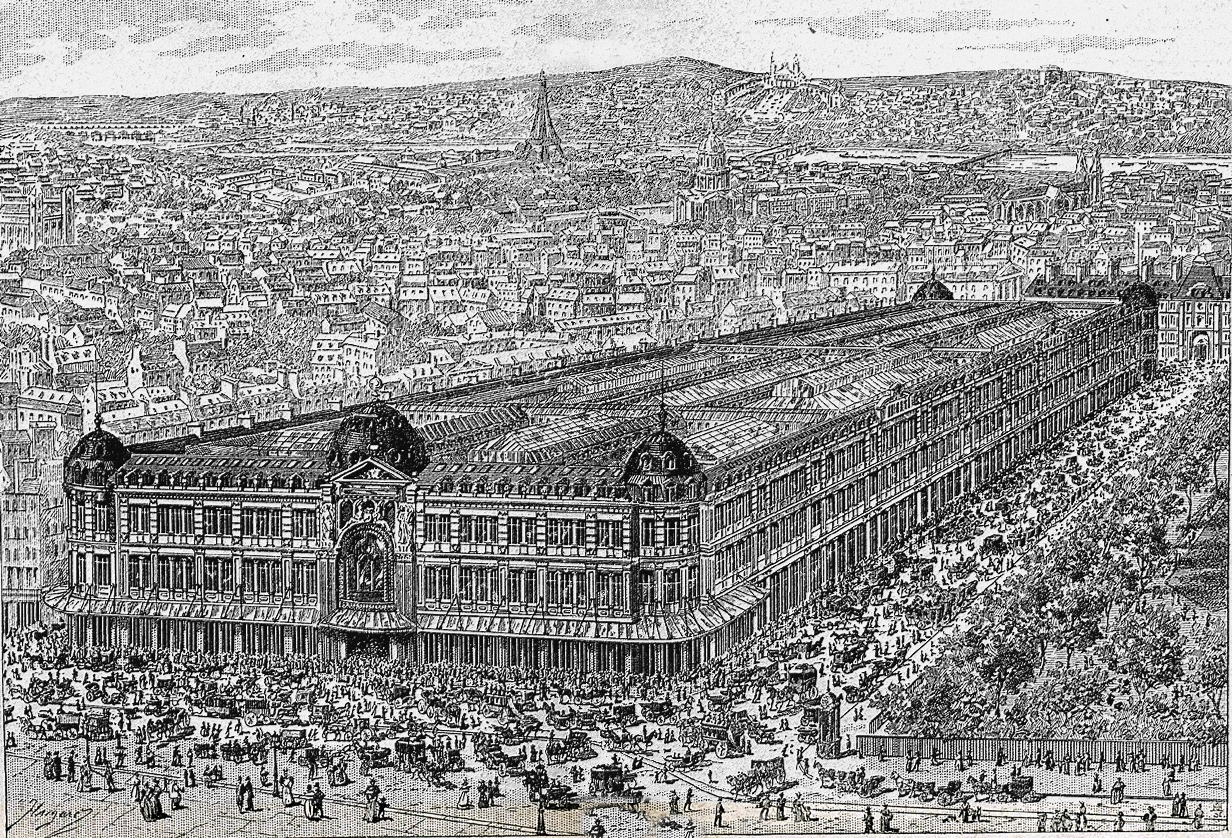
乐蓬马歇百货公司

1838年，阿里斯蒂德·布奇科在巴黎创立了乐蓬马歇百货公司，到1852年，它在“同一栋大楼内的各个部门”提供各种各样的商品。商品以固定价格出售，并有兑换和退款的保证。到19世纪末，隶属于莎玛丽丹百货公司的法国信贷商人乔治·杜法耶尔已经为300万客户提供了服务。莎玛丽丹百货公司是法国一家大型百货商店，由乐蓬马歇百货公司的一位前高管于1870年创办。
法国人对巴黎大商店所带来的国家声望感到自豪。伟大的作家埃米尔·左拉(1840-1902)把他的小说《贵妇人》的背景设置在一家典型的百货商店里。左拉把它描绘成一种新技术的象征，这种新技术既改善了社会，又吞噬了社会。这本小说描述了商品销售、管理技术、市场营销和消费主义。
杜法耶尔百货公司是位于巴黎北部的一家大型百货商店，建于1890年，价格低廉，吸引了大量的工薪阶级顾客。在一个公共空间很少的社区，它无疑提供了一个能消费的公共广场。它教育工人把购物作为一种令人兴奋的社会活动，而不是像中产阶级在中心城市的著名百货商店那样，仅仅是获得必需品的一种例行活动。与资产阶级商店一样，它帮助消费从商业交易转变为消费者与抢手商品之间的直接关系。它的广告承诺有机会以合理的成本参与最新、最时尚的消费主义。一些最新的发明也得以展示，比如说留声机和X光机，当然还有当时轰动性的发明—电影。
1870年后，这些商店的员工开始以女性为主，为年轻女性提供了享有声望的工作机会。尽管工资低、工作时间长，但他们享受着与最新、最时尚的商品和高档顾客之间令人兴奋的复杂互动。

## 激进分子的共和国
20世纪初法国最重要的政党是激进党，成立于1901年，名为“共和、激进和激进的社会主义党”。它的政治倾向是古典自由主义，一方面反对君主主义者和神职人员，另一方面反对社会主义者。许多成员被共济会吸收。 激进分子分为两派，一派是呼吁通过国家干预实现经济和社会平等的活动人士，另一派是把稳定放在首位的保守派人士。工人们罢工的要求威胁到了这种稳定，并把许多激进分子推向了保守主义。它反对妇女选举权，因为担心妇女会把票投给它的对手或天主教会认可的候选人。它赞成累进所得税、经济平等、扩大教育机会和国内政策的合作社。在外交政策上，它主张在战后建立一个强大的国际联盟，并通过强制仲裁、有控制的裁军、经济制裁、甚至还可以建立一支国际军事力量来维持和平。
莱昂·甘必大的追随者，如雷蒙·普恩加莱，他在20世纪20年代成为委员会主席，创立了民主共和联盟（ARD），在第一次世界大战后成为主要的中间偏右政党。
随着激进分子、社会主义者、自由主义者、保守主义者、共和党人和君主主义者都在争夺控制权，执政联盟有规律地瓦解，很少持续几个月以上。一些历史学家认为，这些崩溃并不重要，因为它们反映了许多政党联盟的微小变化，这些政党通常会失去或获得一些盟友。因此，政府的更迭可以被看作是一系列的部长换届，许多人从一个政府换到下一个政府，通常是在同一个职位上。

## 教会与国家
在第三共和国的整个历史时期，法国的天主教教会在共和主义者、君主主义者和专制主义者（如拿破仑主义者）之间的地位之争从未间断过。法国的神职人员和主教与君主主义者关系密切，他们中的许多人来自贵族家庭。共和主义者来自反教权的中产阶级，他们认为教会与君主主义者的联盟是对共和主义的政治威胁，也是对现代进步精神的威胁。共和主义者憎恨教会的政治和阶级归属;对他们来说，教会代表着旧政权，法国历史上大多数共和主义者认为那个时代早已成为历史。新教徒和犹太人的支持使共和主义者更加强大。国会通过了许多的法律来削弱天主教会。1879年，神父被排除在医院管理委员会和慈善委员会之外;1880年，针对宗教集会采取了新措施；从1880年到1890年，许多医院用非专业妇女代替修女；1882年，通过了《茹费理学校法》，在这一法律基础上1801年教务专约仍然有效，但在1881年，政府削减了它不喜欢的神父的薪水。

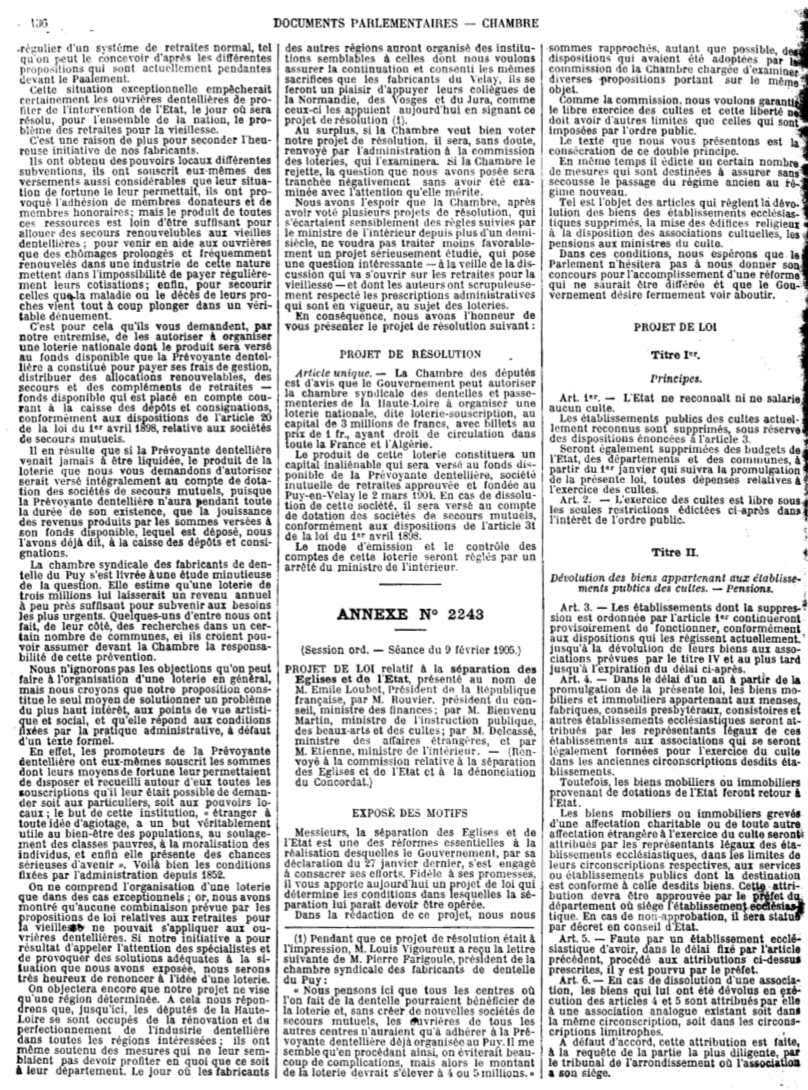
该法案的第一页，即1905年提交给代表团的那一页

共和主义者担心控制学校的宗教秩序——尤其是耶稣会和圣母升天会——会向孩子们灌输反共主义的思想。决心根除这一问题的共和主义者坚持认为，他们需要控制学校，以便法国取得经济和军事上的进步。 (共和党人认为德国在1870年取得胜利的主要原因之一是他们优越的教育体系。)
早期的反天主教法主要是1882年共和主义者茹费里制定的。该法案禁止一切学校进行宗教教育，禁止宗教教职人员在学校任教，并从宗教学校拨款来建造更多的公立学校。在本世纪后期，茹费里的继任者通过的其他法律进一步削弱了教会在法国社会中的地位。民事婚姻成为强制性的，离婚被引入，军队取消随军神父。
当教宗良十三世于1878年成为教宗时，他试图缓和教会与国家的关系。1884年，他告诉法国主教们不要对国家采取敌对态度。1892年，教宗通谕建议法国天主教徒团结在共和国周围，通过参与共和政治来保卫教会。“自由行动”于1901年由雅克·皮奥和阿尔伯特·德·蒙创立，他们是前君主主义者，在教宗良十三世的要求下转向了共和主义。从教会的角度来看，它的使命是表达良十三世在1891年的通谕《新事》中所体现的政治理想和新的社会教义。
自由行动是ALP政党出现的议会团体，它添加了populaire（“受欢迎的”）一词来表示这种扩张。会员资格对所有人开放，不仅仅是天主教徒。它试图聚集所有“诚实的人”，成为良十三世所寻求的大熔炉，在那里天主教徒和温和的共和党人将团结起来支持宽容和社会进步的政策。它的座右铭概括了它的计划:“人人自由;法律面前人人平等;为工人提供更好的条件。”然而，“老共和主义者”寥寥无几，而且它也未能成功地重组所有天主教徒，因为它遭到了君主主义者、基督教民主主义者和整合主义者的回避。最后，它主要从自由天主教徒(雅克·皮奥)和社会天主教徒(阿尔伯特·德·蒙)中招募人员。ALP从一开始就被卷入斗争，因为宗教问题是它的当务之急的核心。它以自由和普通法的名义保卫教会。“法国行动”的激烈反对使该运动从1908年开始衰落，当时它失去了罗马的支持。然而，直到1914年，ALP一直是右翼最重要的政党。
改善与共和主义者关系的努力失败了。双方都有根深蒂固的猜疑，德雷福斯事件（1894-1906）更是火上浇油。天主教徒在很大程度上反对德雷福斯。他们在《十字架報》上发表了反犹太和反共和主义的文章。这激怒了共和主义政客，他们急于报复。他们常常与共济会会馆联合工作。皮埃尔·瓦尔德克-卢梭内阁（1899-1902）和埃米尔·孔布内阁（1902-05）与梵蒂冈争夺主教的任命。在1903年和1904年，随军神父从海军和陆军医院被撤职，士兵们在1904年被命令不得经常出入天主教俱乐部。
1902年，当埃米尔·孔布当选为总理时，他决心彻底击败天主教。任职不久，他就关闭了法国所有的教区学校。然后他让国会拒绝所有宗教的授权。这意味着法国54个修会全部解散，约2万名成员立即离开法国，许多人前往西班牙。1904年，法国总统埃米勒·卢贝在罗马拜访了意大利国王维托里奥·埃马努埃莱三世，教宗庇护十世对意大利政府的这一接见提出了抗议。孔布反应强烈，召回了法国驻聖座大使。接着，1905年颁布了一项废除拿破仑1801年教务专约的法律。教会和国家最终分离，所有教堂财产都被没收了，宗教人员不再由国家支付工资。公众的崇拜活动被交给了天主教的门外汉协会，他们控制着进入教堂的通道。然而，在实践中，群众和仪式继续进行。
孔布遭到了所有保守党派的强烈反对，他们认为大规模关闭教会学校是对宗教的迫害。库姆斯领导的左翼反教权联盟面临主要由亲天主教的ALP组织的反对。ALP拥有更强大的民众基础、更好的资金和更强大的报纸网络，但在议会中的席位却少得多。
孔布政府与共济会分会合作，对所有军官进行秘密监视，以确保虔诚的天主教徒不会被提拔。这桩丑闻被曝光后，削弱了对孔布政府的支持，于是他辞职了。这也打击了军队的士气，因为军官们意识到，对他们的职业生涯而言，审查私人生活的间谍活动比他们自己的专业成就更重要。
1905年12月，莫里斯·鲁维埃的政府引入了法国政教分离法。这项法律得到了孔布的大力支持，他一直严格执行1901年的《自愿结社法》和1904年的《宗教集会自由教法》。1905年2月10日，议院宣布“梵蒂冈的态度”使得政教分离不可避免，1905年12月通过了政教分离法。教会受到严重打击，失去了一半的神职人员。然而，从长远来看，它获得了自主权;因为从那以后，国家在挑选主教时就没有了发言权。

## 外交政策
1871-1914年法国的外交政策是建立在缓慢重建与俄罗斯和英国的联盟以对抗来自德国的威胁的基础上的。俾斯麦在1871年占领阿尔萨斯和洛林是一个错误，引发了法国民众几十年对德国的普遍仇恨和复仇的要求。俾斯麦的决定是对法国回应，也是军队对强大的敌人的要求。可是这是没有必要的，因为法国的军事力量比德国弱得多，但它迫使俾斯麦调整德国的外交政策，以阻止法国拥有任何主要盟友。阿尔萨斯和洛林的不满持续了好几年，但到1890年，随着法国人意识到怀旧不如现代化有用，这种不满基本上消失了。法国重建了军队，强调现代化的特点，如新的大炮，1905年后，大量投资于军用飞机。在恢复声望方面，最重要的是大力强调日益强大的法兰西帝国，尽管付出了巨大的财政代价，但它也带来了声望。很少有法国家庭在殖民地定居，而且他们在自然资源和贸易方面太穷，无法显著地使整体经济受益。尽管如此，法国殖民地的规模仅次于大英帝国，并且在国际事务中享有声望，并为天主教徒(在议会中受到共和主义者的猛烈攻击)提供了一个机会，让他们把精力投入到把法国文化和文明传播到世界各地。修建巴拿马运河的一项极其昂贵的投资完全失败了，在金钱方面，许多人死于疾病和政治丑闻。 俾斯麦于1890年被解雇，此后，德国的外交政策开始变得混乱。例如，柏林方面切断了与圣彼得堡的紧密联系，允许法国人通过大量金融投资进入，造成了巴黎与圣彼得堡之间的军事联盟——事实证明，这种联盟至关重要，而且持久。德国与英国不和，于是法国承认英国在埃及的主导地位，而英国承认法国在摩洛哥的主导地位。这使得英法两国走得更近，最终在1904年后建立了非正式的军事关系。

### 外交团体
法国外交在很大程度上独立于国内事务;经济、文化和宗教利益集团很少关注外交事务。永久的专业外交家和官僚们已经形成了他们自己的在奥赛码头(外交部所在地)如何运作的传统，他们的风格一代又一代几乎没有改变。大多数外交官来自地位显赫的贵族家庭。尽管法国是欧洲为数不多的共和国之一，但它的外交家们与宫廷贵族代表们相处得很融洽。首相和主要政治家通常很少关注外交事务，允许少数资深人士控制政策。在第一次世界大战之前的几十年里，他们控制了法国驻10个主要国家的大使馆(在其他地方，他们派出了级别较低的部长)。他们包括泰奥菲勒·德尔卡塞, 是1898年至1905年的外交部长；保罗·康朋，是1890-1920年驻伦敦大使；朱尔斯·朱塞兰德，是1902年至1924年驻华盛顿大使；还有卡米尔·巴雷尔，从1897年到1924年被派驻在罗马。在外交政策方面，人们普遍认为需要征收高保护性关税，这使农产品价格居高不下。在被德国人打败后，一种强烈而广泛的反德情绪集中在复仇主义和夺回阿尔萨斯和洛林的呼声。庞大的帝国是一个值得骄傲的事情，因此管理者、士兵和传教士都是高地位的职业。
从1871年到1914年，法国的外交政策发生了巨大的变化，从一个没有朋友、没有多少领土的屈辱大国，到1914年成为欧洲殖民体系的核心，一个繁荣的殖民帝国，其规模仅次于英国的殖民帝国。虽然宗教在国内政治中是一个备受争议的问题，但天主教会使传教工作和教会建设成为殖民地的特色。大多数法国人忽视了外交政策;外交方面的问题在政治上不被重视。

### 1871–1900
法国的外交政策是建立在对德国的恐惧之上的，因为德国庞大的国土和快速增长的经济是法国无法匹敌的，再加上要求阿尔萨斯和洛林回归的复仇主义。与此同时，帝国主义也是一个因素。 在争夺非洲的过程中，法国和英国在非洲的利益发生了冲突。最危险的事件是1898年的法绍达事件，当时法国军队试图占领苏丹南部的一个地区，而一支声称是为埃及赫迪夫服务的英国军队到达了该地区。在巨大的压力下，法国人撤出，确保了英埃对该地区的控制。两国之间的一项协议承认了现状，承认英国控制了埃及，而法国成为摩洛哥的主导力量，但法国总体上遭受了耻辱性的失败。
苏伊士运河最初由法国人修建，在1875年成为英法两国的合作项目，因为两国都认为它对维持他们在亚洲的影响力和帝国地位至关重要。1882年，埃及持续的内乱促使英国介入，向法国伸出援手。埃及政府使英国得以有效控制埃及。
法国在亚洲有殖民地，并寻求结盟，结果在日本找到了可能的盟友。应日本的要求，巴黎分别于1872-1880年、1884-1889年和1918-1919年派遣军事使团帮助日本军队现代化。中法战争（1884-1885）期间，因印度支那问题与中国的冲突达到高潮。孤拔上将摧毁了停泊在福州的中国舰队。结束战争的条约使法国成为越南北部和中部的保护国，并将其分为东京和安南。
在扩张主义者茹费里的领导下，第三共和国极大地扩展了法国的殖民帝国。法国占领了印度支那、马达加斯加、西非和中非的大片领土，以及波利尼西亚的大部分地区。

### 1900–1914

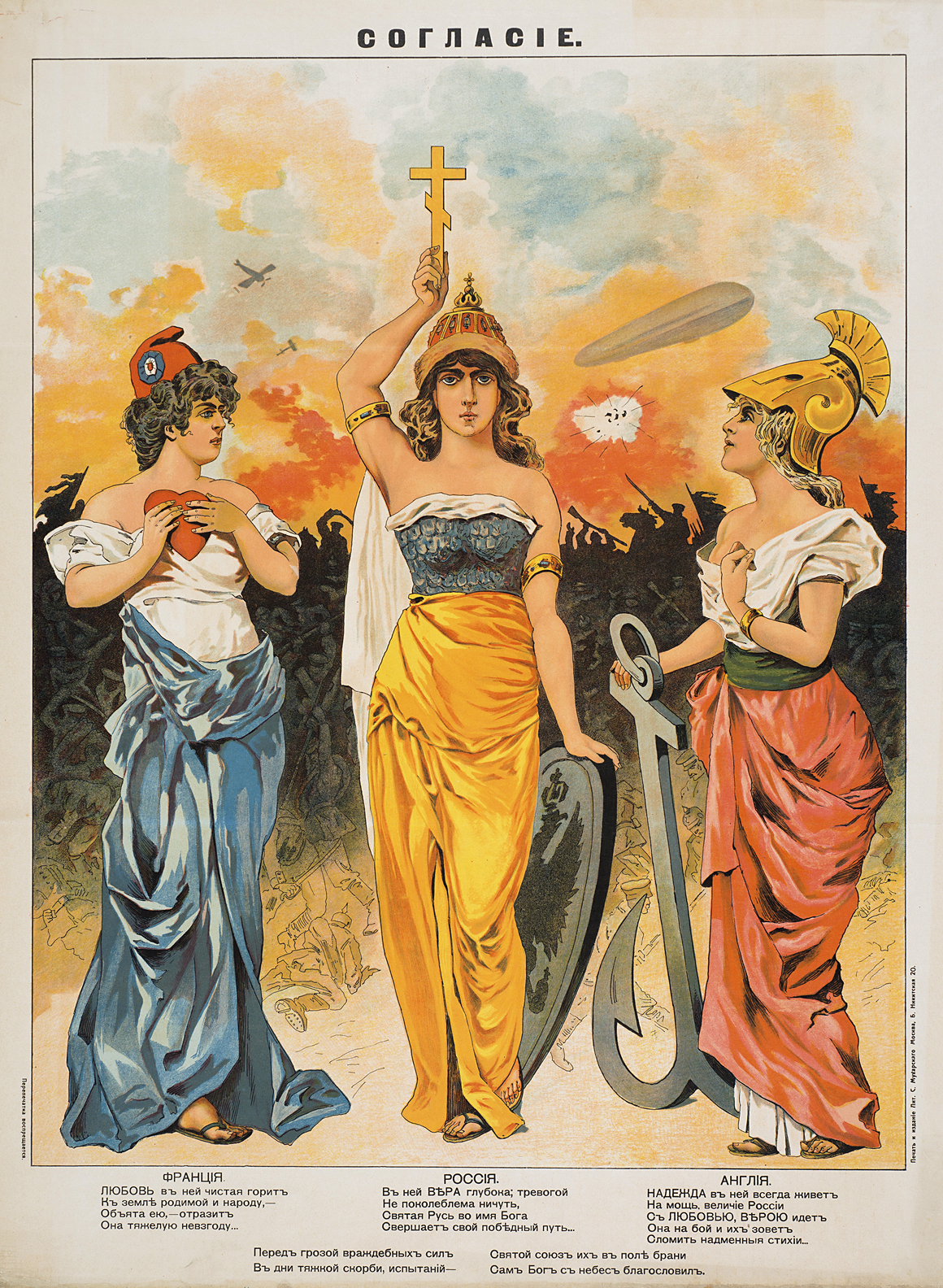
玛丽安娜（左）、俄罗斯母亲（中）和不列颠尼亚（右）象征着三国协约

为了孤立德国，法国煞费苦心地拉拢俄国和英国，首先是1894年的法俄同盟，然后是1904年与英国的友好协约，最后是1907年的英俄协约，也就是后来的三国协约。这种与英国和俄罗斯对抗德国和奥地利的联盟最终导致俄罗斯和英国作为法国的盟友加入了第一次世界大战。
在第一次世界大战之前的几年里，法国的外交政策很大程度上是基于对德国实力的敌意和恐惧。1894年，在德国和俄罗斯的外交谈判未能达成任何协议后，法国与俄罗斯帝国结成了联盟。直到1917年，法俄同盟一直是法国外交政策的基石。1914年之前，法国通过大量投资和贷款，进一步加强了与俄罗斯的联系。1904年，法国外长泰奧菲勒·德爾卡塞与英国外交大臣兰斯顿勋爵谈判达成了《英法协约》，结束了英法之间长期的紧张关系和敌意。作为一种非正式的英法联盟，友好协约在1905年和1911年的第一次和第二次摩洛哥危机以及秘密的陆军和海军人员会谈中得到进一步加强。德爾卡塞与英国的协定在法国引起了争议，因为在20世纪初，英国恐惧症很突出，1898年法绍达事件（英法几乎开战）和布尔战争（法国公众舆论非常支持英国的敌人）都强化了这种情绪。最终，对德国力量的恐惧将英国和法国联系在了一起。
由于忙于国内事务，法国政府在1912年底至1914年年中期间很少关注外交政策，尽管在1913年，法国不顾社会主义者的强烈反对，将服役期从两年延长至三年。1914年7月迅速升级的巴尔干危机令法国感到惊讶，但却没有引起对导致第一次世界大战爆发的情况的足够重视。

### 海外殖民

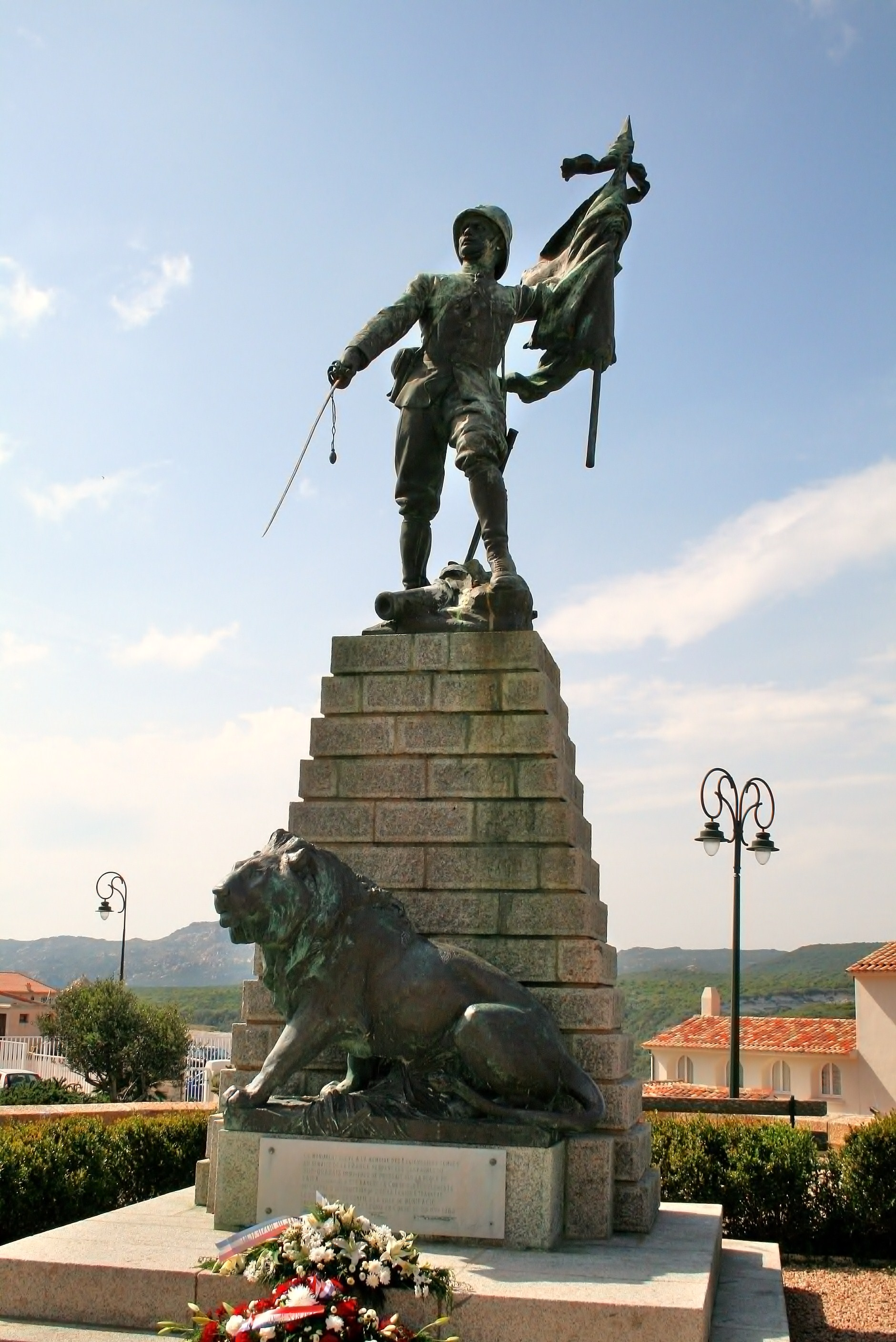
博尼法西奥纪念法国外籍军团士兵的纪念碑（1897-1902）

第三共和国虽然是共和国，但是受到当时横行欧洲的帝国主义精神的影响，建立了一个法兰西殖民帝国。最大和最重要的殖民地是在法属北非和法属印度支那。法国的管理者、士兵和传教士致力于将法国文明带给这些殖民地的当地居民，被称为文明使命。一些法国商人去了海外，但几乎没有永久的定居点。天主教会也参与其中，它的传教士是独立于殖民体系之外的，他们承诺要永久地留在这里，学习当地的语言和习俗，并使当地人皈依基督教。
法国成功地将殖民地纳入其经济体系。到1939年，三分之一的出口流向殖民地；巴黎商人在农业、矿业和船运上进行了大量投资。在印度支那，为种植水稻和天然橡胶开辟了新的种植园。在阿尔及利亚，富有的定居者拥有的土地从1890年的160万公顷增加到1940年的270万公顷；再加上在摩洛哥和突尼斯的类似行动，结果使北非农业成为世界上效率最高的农业之一。法国本土是一个垄断市场，所以大地主可以在巴黎借到大笔资金，用拖拉机和机械化设备来现代化农业技术。其结果是小麦、玉米、桃子和橄榄油的出口急剧增加。法属阿尔及利亚成为世界第四大葡萄酒生产国。 新喀里多尼亚的镍矿开采也很重要。
对殖民统治的反对导致了1925年摩洛哥、1926年叙利亚和1930年印度支那的叛乱，所有这些都被殖民军队迅速镇压。

## 第一次世界大战

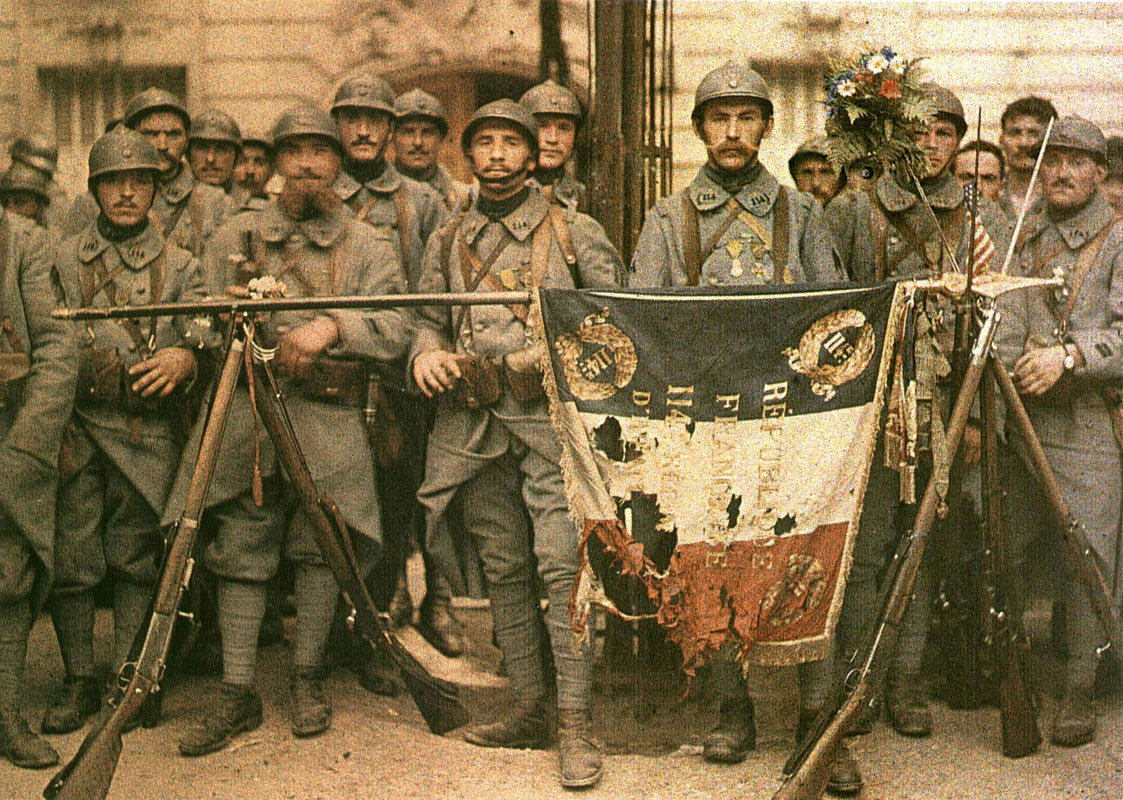
在第一次世界大战中，法国是协约国中的主要軍事力量

### 参战
法国加入第一次世界大战是因为俄国和德国要开战，法国履行了对俄国的条约义务。所有决定都是由高级官员做出的，特别是雷蒙·普恩加萊总统、总理兼外交部长勒内·维维亚尼和驻俄罗斯大使毛里斯·巴列奥洛格。没有参与决策的有军事领导人、武器制造商、报纸、利益团体、政党领导人或法国民族主义发言人。
英国希望保持中立，但在德国军队入侵比利时前往巴黎的途中，英国加入了这场战争。1914年9月，法国在第一次马恩河战役中的胜利，使德国迅速取胜的战略宣告失败。这变成了一场漫长而血腥的消耗战，但法国最终取得了胜利。
法国知识分子欢迎这场战争，以报复1871年战败和失去领土的耻辱。在草根阶层，保罗·德鲁德领导的爱国者联盟是一个以中产阶级下层为基础的原法西斯主义运动，自19世纪80年代以来，它一直主张进行一场复仇战争。强大的社会主义运动长期反对战争和备战。然而，当其领导人让·饶勒斯，一个和平主义者，在战争开始时被暗杀，法国社会主义运动放弃了它的反军国主义立场，加入了国家战争的努力。总理勒内·维维安尼呼吁以“神圣联盟”的形式实现团结，在法国几乎没有反对者。

### 战斗
1914年法国军队成功保卫巴黎后，这场战争成为西线的一场堑壕战，伤亡率极高。这变成了一场消耗战。直到1918年春天，双方几乎没有领土得失。乔治·克列孟梭以其凶猛的精力和决心赢得了“老虎”（le Tigre）的绰号。1917年后，他领导了联合政府，决心打败德国。与此同时，法国东北部大片地区落入德国占领者的残暴控制之下。消耗战的大屠杀在凡尔登战役和索姆河战役中达到了高潮。到1917年，叛乱的情绪已在空中蔓延。士兵们一致同意抵抗任何德国人的进攻，但法国人的进攻将推迟到美国人到达之后。
国家宣布进入紧急状态，并实施了审查制度，这导致了1915年讽刺性报纸《鸭鸣报》的诞生，该报纸绕开了审查制度。德国对东北部主要工业区的入侵损害了经济。虽然1914年被占领的地区只拥有法国14%的工业工人，但却生产了58%的钢铁和40%的煤炭。

### 战时经济
1914年，政府实施了战时经济控制和配给。到1915年，战争经济进入高速发展阶段，数百万法国妇女和殖民地男子取代了300万士兵中的许多平民角色。1917年，随着美国食物、金钱和原材料的涌入，大量的援助随之而来。战后，这种战时经济将产生重要的反响，因为它将首次打破不干涉主义的自由主义理论。
军火的生产取得了惊人的成功，远远超过了英国、美国甚至德国。这些挑战是巨大的：因为当时德国占领了东北部的工业中心地带，人力短缺，以及法国的动员计划使得法国处于经济崩溃的边缘。然而，到1918年，法国生产的军需品和大炮比其盟国还多，同时为美国军队提供了几乎所有的重型装备。(美国人把他们的重型武器留在家里，以便利用现有的交通工具尽可能多地派遣士兵。)战争部以战争早期几个月为基础，使生产与陆军的作战和战术需求相匹配，重点是满足对火炮永不满足的需求。工业和军队之间精心设计的联系，以及为确保提供所需数量和质量的大炮和炮弹而作出的妥协，被证明是法国在战场上取得成功的关键。
最后，战争造成的损失约占1913年国内生产总值的113%，主要是生产性资本和住房的破坏。国家债务从1913年占国内生产总值的66%上升到1919年的170%，这反映了大量发行债券来支付战争费用。通货膨胀严重，法郎对英镑贬值了一半以上。

### 士气
为了弘扬法国的民族精神，许多知识分子开始进行爱国主义宣传。“联合圣职会”试图把法国人民拉向真正的前线，从而为士兵们争取社会、政治和经济上的支持。 一般民众的反战情绪很弱。然而，在知识分子中有一种和平主义的“人类权利联盟”（LDH）。在头两年的战争中，它一直保持低调，1916年11月举行了第一次代表大会，反对在西线屠杀法国士兵。会议的主题是“持久和平的條件”。讨论的重点是法国与其专制、不民主的盟友俄罗斯之间的关系，特别是如何将对LDH所代表的所有支持与俄罗斯对受压迫的少数民族(尤其是波兰人)的恶劣对待联系起来。其次，许多代表希望提出通过谈判实现和平的要求。经过长时间的辩论，这一提议被否决。辩论显示，LDH内部分成两派，一派是相信仲裁只能在和平时期进行的多数派，另一派是要求立即结束大屠杀的少数派。1918年春，德军的进攻失败了，同盟国被成功地击退了。各个阶层的法国人民团结一致，支持乔治·克列孟梭总理提出的全面胜利和苛刻的和平条件的要求。

## 和平和复仇

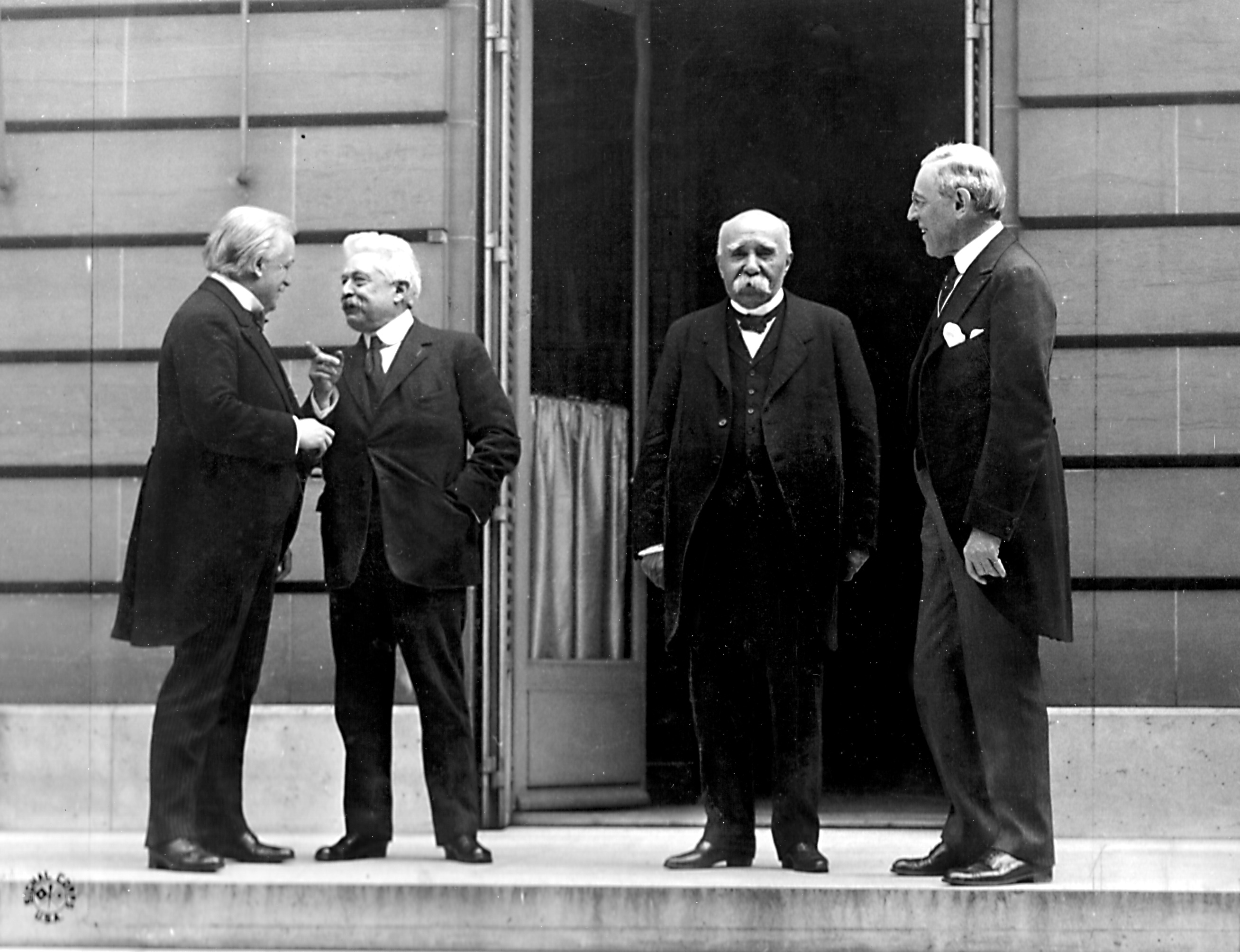
1919年凡尔赛四人会议:英国的大卫·劳合·乔治、意大利的维托里奥·埃曼努尔·奥兰多、法国的乔治·克列孟梭和美国的伍德罗·威尔逊

美国站在协约国一边参战，促成了1918年夏末时局的转变，导致德国在第一次世界大战中战败。导致德国投降的最重要的因素是，德国经过四年的战斗已经疲惫不堪且大批美国军队於1918年夏天从美国来到德国。 和平条款是由英国、法国、美国和意大利这四大国强加给德国的。克列孟梭提出了最苛刻的条件，并在1919年的《凡尔赛条约》中赢得了大部分条款。德国在很大程度上被解除了武装，被迫对这场战争承担全部责任，这意味着它需要支付巨额战争赔款。法国不但收复了阿尔萨斯-洛林，还占领了德国盛产煤炭和钢铁工业区萨尔盆地。德国在非洲的殖民地，如喀麦隆，被法国和英国瓜分。从奥斯曼帝国的残余中，法国获得了叙利亚和黎巴嫩的托管权。奥斯曼帝国是德国在第一次世界大战期间的盟友，在冲突结束时也解体了。

## 战间期

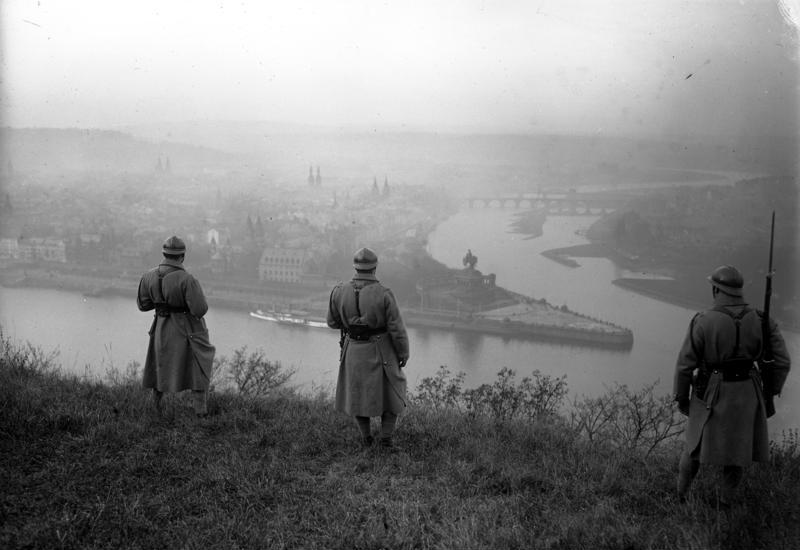
在占领莱茵兰期间，法国士兵在观察莱茵河

从1919年到1940年，法国由两个主要的政治联盟集团统治。一方面是由乔治·克列孟梭、雷蒙·普恩加莱和阿里斯蒂德·白里安领导的右翼国家集团。这个集团得到商业和金融的支持，对军队和教会都很友好。它的主要目标是对德国的报复，促进法国商业的经济繁荣和国内事务的稳定。另一方面则是由激进的社会主义党的爱德华·赫里欧主导的中间偏左的左翼联盟。赫里欧的政党实际上既不激进，也不是社会主义政党，而是代表了中小企业和中产阶级下层的利益。它强烈反对神职人员和抵制天主教会，这个利益集团偶尔愿意与社会党结成联盟。至于说其他的反民主团体，如左翼的共产主义者和右翼的保皇主义者，则扮演了相对次要的角色。
来自德国的赔款在加强法国财政方面发挥了核心作用。政府启动了一项大规模的重建计划，以修复战时的损害，并背负着巨额的公共债务。税收政策效率低下，逃税现象普遍存在。1926年金融危机加剧时，普恩加莱征收了新税，改革了税收制度，并大幅削减政府开支，以平衡预算和稳定法郎。国债持有者损失了80%的债券面值，但是失控的通货膨胀并没有发生。从1926年到1929年，法国经济繁荣，制造业也稳中向好。
20世纪20年代，外国观察家注意到法国上层阶级的无度，但他们强调，法国东北部那些经历过战争和占领的地区正在迅速重建。他们报告了金融市场的改善，战后文学的光辉和公众士气的复苏。

### 大萧条
被称为“大萧条”的世界经济危机对法国的影响比其他国家要晚一些，大约在1931年爆发。 上世纪20年代，GDP以每年4.43%的速度强劲增长，而上世纪30年代的GDP增长率仅为0.63%。与美国、英国和德国相比，大萧条相对温和：失业率在5%以下见顶，产量最多比1929年下降20%。此外，也没有出现银行业危机。
1931年，组织严密的退伍军人运动要求并收到了他们战时服役的养老金。这些资金来自于彩票的发行——这是自1836年以来法国首次允许的彩票。彩票立即流行起来，并成为年度预算的主要基础。虽然大萧条还不是很严重，但彩票吸引了慈善的冲动、贪婪和对退伍军人的尊重。这些相互矛盾的冲动产生了大量的现金，使法国的福利国家成为可能，它位于慈善事业、市场和公共领域的十字路口。

### 外交政策
在两次世界大战之间的时期，法国对外交政策的兴趣日益浓厚，对德国军国主义的恐惧首当其冲。战争造成的可怕破坏，包括150万法国士兵的死亡、钢铁和煤炭产区的大片破坏，以及退伍军人的长期成本，一直被人们铭记。法国要求德国通过每年的赔款来承担战争的大部分费用。法国的外交和安全政策利用力量平衡和联盟政治迫使德国遵守《凡尔赛条约》规定的义务。但是法国面临的问题是美国和英国拒绝建立防御联盟。东欧的潜在盟友，如波兰、捷克斯洛伐克和南斯拉夫，实力太弱，无法对抗德国。俄罗斯一直是法国在东部的长期盟友，但现在它被巴黎方面极度不信任的人所控制。1924年，法兰西向一个更温和的政策过渡，这既是对来自英国和美国的压力的回应，也是对法国弱点的弥补。
1919年，法国热情地加入了国际联盟，但感觉遭到了伍德罗·威尔逊总统的背叛，当时他承诺美国将与法国签署一项防御条约并加入该联盟，但遭到了美国国会的拒绝。法国外交政策的主要目标是维护法国的实力，消除德国的威胁。当德国在1923年拖欠赔款时，法国占领了工业化的鲁尔地区。认为赔款不可能成功支付的英国工党首相拉姆齐·麦克唐纳向法国总理爱德华·赫里欧施压，要求他对德国做出一系列让步。在1932年赔款结束之前，法国总共从德国得到了16亿英镑，但法国不得不向美国支付战争债务，因此净收益只有6亿英镑左右。
法国试图与波兰、捷克斯洛伐克、罗马尼亚、南斯拉夫和苏联建立一个防御德国的条约网。这些小盟国几乎没有努力去增强它们的军事力量或技术能力，它们仍然很弱小，政权也不稳定。最后，事实证明这些联盟毫无价值。法国还在其与德国接壤的边境上建造了一堵强大的防御工事，其形式是一个堡垒网络。它被称为马其诺防线，人们相信它可以弥补第一次世界大战造成的巨大人力损失。
外交政策的主要目标是对20世纪二三十年代法国军队的要求作出外交上的回应，以对抗德国的威胁，特别是与英国和中欧小国的威胁。
随着德国在1933年之后变得更加强大，绥靖政策也被越来越多地采用，因为法国经历了经济停滞、殖民地动荡和激烈的内部政治斗争。历史学家马丁·托马斯说，绥靖政策不是一个连贯的外交策略，也不是对英国的模仿。法国在埃塞俄比亚问题上安抚了意大利，因为它不能承担意大利和德国结盟的风险。当希特勒派兵进入莱茵兰(德国境内不准派兵的地区)时，巴黎和伦敦都不愿冒战争的危险，因此没有做出任何回应。 1938年，在希特勒的要求下，法国和英国在慕尼黑同意了他的条件，牺牲了与捷克斯洛伐克的军事同盟。

### 人民阵线
1920年，社会主义运动分裂，大多数人组成了法国共产党。由莱昂·布鲁姆领导的少数派保持了社会主义的名义，到1932年，人数大大超过了无组织的共产主义者。当斯大林在1934年告诉法国共产党人与其他左翼人士合作时，一个强调团结反法西斯的人民阵线成为可能。1936年，社会党和激进派在共产党的支持下组成了一个联盟来完成这一任务。
在1936年春季的选举中，人民阵线以微弱优势获胜，由社会党人领导的政府与激进派联合执政。共产党支持其国内政策，但没有在内阁中占有任何席位。当时的总理是莱昂·布鲁姆，一位回避决策的技术官僚社会主义者。在执政的两年里，它致力于工会寻求的劳动法改革，尤其是强制性的每周工作不超过40小时，之前是48小时。所有的工人都有两周的带薪假期。集体谈判法促进了工会的发展;党员人数在一年内从100万增加到500万，当共产主义和非共产主义工会联合起来时，工人的政治力量得到增强。政府将军火工业收归国有，并试图控制法国银行，试图打破法国最富有的200个家族的权力。政府以更高的价格购买了多余的小麦，但农民必须支付更高的税收。1936年，一波又一波的罢工袭击了法国工业。工资率上升了48%，但每周的工作时间却减少了17%，因此生活成本上升了46%，因此普通工人的实际收入几乎没有增加。法国产品价格上涨导致海外销售下降，政府试图通过使法郎贬值来抵消这一影响，这一措施导致债券和储蓄账户的价值下降。总体结果是法国经济受到严重损害，经济增长率下降。
大多数历史学家认为人民阵线是失败的，尽管有些人称之为部分的成功。人们普遍认为，它未能达到左派的期望。
政治上，由于布鲁姆拒绝按照共产党的要求积极干预西班牙内战，人民阵线分崩离析。  在文化上，人民阵线迫使共产党人接受他们长期嘲笑的法国社会因素，如爱国主义、退伍军人的牺牲、军官的荣誉、资产阶级的威望、社会党和议会制共和国的领导。最重要的是，共产党人把自己描绘成法国民族主义者。年轻的共产党人穿着革命时期的服装，学者们把雅各宾派奉为英雄前辈。

### 保守主义
历史学家在研究战间期时把他们的注意力转向了右翼，研究了各种类型的保守派和天主教团体，以及极右翼的法西斯运动。旧秩序的保守派支持者与“高级资产阶级”(上层中产阶级)、民族主义、军事力量、维护帝国和国家安全联系在一起。他们最大的敌人是左派，尤其是以社会主义者为代表的左派。保守派在外交事务上存在意见分歧。几位重要的保守派政治家支持《格林瓜尔》杂志，其中最重要的是安德烈·塔爾迪厄。《世界报》以其声名显赫的过去和尖锐的文章，是一个主要的保守主义报纸。
夏令营和青年团体被组织起来，以促进工人阶级家庭的保守价值观，并帮助他们设计职业道路，其中火十字团尤其活跃。

### 与天主教的关系
法国共和政府长期以来一直强烈反对神职人员。1905年颁布的《政教分离法》驱逐了许多宗教团体，宣布所有教堂建筑归政府所有，并导致大多数教会学校关闭。从那时起，教宗本笃十五世就寻求和解，但直到教宗庇护十一世在位时才实现。在教宗通谕《最重要的》（Maximam Gravissimamque）中，许多争议都得到了默认的解决，并使得可以忍受的共存成为可能。
天主教会在1920年后扩展了它的社会活动，特别是通过组织青年运动。例如，最大的年轻职业妇女组织是公教职工青年会，由进步社会活动家约瑟·贾尔定于1928年创建。它鼓励年轻的职业妇女采用天主教的方法对待道德，并为将来作为母亲的角色做准备，同时它促进了精神平等的概念，并鼓励年轻妇女在目前发挥积极的、独立的和公共的作用。
极右翼的天主教徒支持几个尖锐但人数不多的团体，宣扬类似于法西斯主义的教义。最具影响力的是“法兰西行动”，由作家夏尔·莫拉斯于1905年创立。它宣扬强烈的民族主义，反犹主义和反动思想，呼吁回到君主制和由天主教会统治国家。1926年，庇护十一世谴责了“法兰西行动”，因为教宗认为，法国教会继续把自己的命运与君主制复辟这一不太可能实现的梦想联系在一起，是愚蠢的。他还不信任这场运动仅仅以功利主义和民族主义的名义来捍卫天主教的倾向。“法兰西行动”从未完全从谴责中恢复过来，但它在维希时代很活跃。

## 第三共和国的灭亡

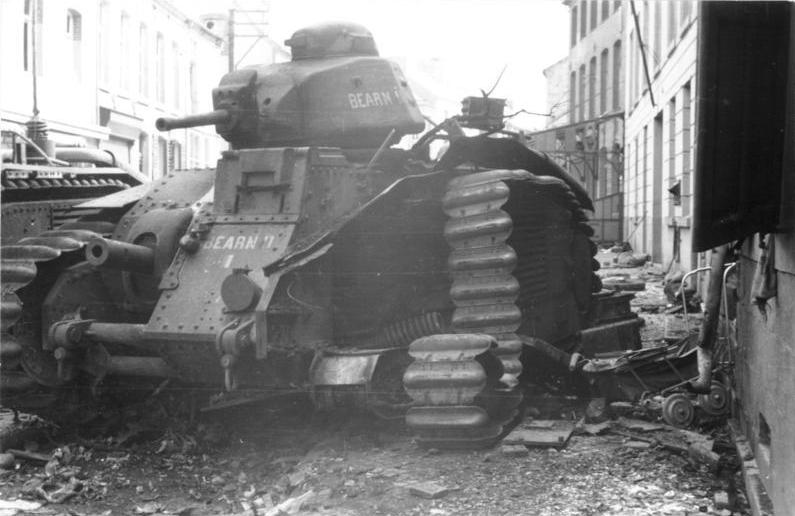
1940年法国B1重型坦克被摧毁

1938年的慕尼黑会议推迟了纳粹德国对法国迫在眉睫的威胁。法国和英国放弃了捷克斯洛伐克，向德国提出的占领苏台德地區（捷克斯洛伐克境内德语人口占多数的地区）的要求让步，以安抚德国人。密集的重整军备计划始于1936年，并于1938年军备产量增加了一倍，但只在1939年和1940年产生效果。
历史学家就1940年法国政府的突然垮台争论了两个主题。一种强调广泛的文化和政治解释，指出失败、内部不和还有贯穿整个法国社会的一种“不安”感。另一种则指责法国最高统帅部糟糕的军事规划。根据英国历史学家朱利安·杰克逊的说法，法国将军莫里斯·甘末林提出的代尔计划注定要失败，因为它严重误判了德国B军对比利时中部的进攻。代尔计划体现了法国军队的主要作战计划，以避开A、B、C等在低地国家享有崇高威望的德军装甲师。当法国第1、第7、第9集团军和英国远征军在比利时与B集团军会师时，德国第A集团军在1940年的色当战役中绕过了盟军，穿过了阿登山脉，这是一片被认为是装甲部队无法通过的破碎而茂密的森林地带。德国人还沿着索姆河谷向英吉利海峡海岸冲去，在一个大包围圈里困住了盟军，迫使他们开始了知名的敦刻尔克大撤退。在黄色方案中体现的这一卓越的德国战略的结果是，盟军以令人震惊的方式被击败。1940年6月22日，法国不得不接受阿道夫·希特勒在贡比涅签署的第二次停战协定中所规定的条件。第二次停战协定是在德国人于1918年11月11日签署第一次世界大战停战协定的同一节车厢中签署的。
第三共和国于1940年7月10日正式结束，当时法国议会授予菲利普·贝当元帅全部权力，贝当元帅在随后的日子里宣布成立“法兰西国”，即通常所说的“维希政权”或“维希法国”，其首都位于法国中部的维希镇。戴高乐曾在6月18日发出呼吁，告诫所有法国人不要接受失败，团结起来解放法国，并继续和盟国并肩作战。
在其七十年的历史中，第三共和国从一个危机到另一个危机，从解散的议会到任命一个精神疾病的总统（保罗·德沙内尔）。在第一次世界大战期间，法国与德意志帝国进行了艰苦卓绝的斗争，在两次世界大战之间的那些年里，出现了许多政治冲突，左翼和右翼之间的裂痕日益加深。当法国在1944年解放後，一些呼吁恢复第三共和国及制宪会议由临时政府成立法兰西共和国宪法草案的继任者，建立了法兰西第四共和国（1946年至1958年），所具有的议会制度和第三共和国完全一致。

## 对第三共和国的评价
第三共和国第一任总统阿道夫·梯也尔在19世纪70年代称共和主义是“最不可能使法国陷于分裂的政府形式”。法国可能同意成为一个共和国，但它从未完全接受第三共和国。作为法国自1789年革命以来持续时间最长的政府体制，法兰西第三共和国最终被载入史册，原因却是因为它不受欢迎。然而，它的寿命表明，它有能力经受许多风暴，特别是第一次世界大战。
第三共和国最令人惊讶的方面之一是它建立了法国历史上第一个稳定的共和政府，第一个赢得大多数人支持的政府，但它建立的最初目的是作为一个临时政府而存在的。以梯也尔为榜样，大多数的奥尔良君主主义者逐渐团结起来，支持共和政体，从而为共和政体提供了大部分精英的支持。另一方面，正统主义者仍然是坚定的反共和主义者，而夏尔·莫拉斯在1898年创立了“法兰西行动”。这个极右君主主义运动在20世纪30年代的拉丁地区产生了影响。它也成为参与1934年2月6日推翻第二次左翼联盟政府的暴乱的各种极右联盟的榜样。

### 社会统计调查
- Bell,David, et al. A Biographical Dictionary of French Political Leaders since 1870 (1990), 400 short articles by experts
- Bernard, Philippe, and Henri Dubief. The Decline of the Third Republic, 1914–1938  (The Cambridge History of Modern France) (1988) excerpt and text search （页面存档备份，存于）
- Beaupré, Nicolas. Les Grandes Guerres 1914–1945 (Paris: Éditions Belin, 2012) 1152 pp. ISBN 978-2-7011-3387-4; in French; online review in English by James E. Connolly, Nov. 2013) （页面存档备份，存于）
- Brogan, D. W The development of modern France (1870–1939) (1953) online
- Bury, J. P. T. France, 1814–1940 (2003) ch 9–16
- Encyclopædia Britannica (12th ed. 1922) comprises the 11th edition plus three new volumes 30-31-32 that cover events since 1911 with very thorough coverage of the war as well as every country and colony. Included also in 13th edition (1926) partly online
  - full text of vol 30 ABBE to ENGLISH HISTORY online free （页面存档备份，存于）
- Fortescue, William. The Third Republic in France, 1870–1940: Conflicts and Continuities (2000) excerpt and text search （页面存档备份，存于）
- Furet, François. Revolutionary France 1770-1880 (1995), pp 492–537. survey of political history by leading scholar
- Hutton, Patrick H., ed. Historical Dictionary of the Third French Republic, 1870–1940 (Greenwood, 1986) online edition Archive.today的存檔，存档日期2013-02-01
- Larkin, Maurice. France since the Popular Front: Government and People, 1936–1986 (Oxford UP, 1988)
- Mayeur, Jean-Marie, and Madeleine Rebirioux. The Third Republic from its Origins to the Great War, 1871–1914 (The Cambridge History of Modern France) (1988) excerpt and text search （页面存档备份，存于）
- Shirer, William L. The Collapse of the Third Republic: An Inquiry into the Fall of France, New York: Simon and Schuster, 1969 online free to borrow
- Thomson, David. Democracy in France: The third republic (1952) online
- Wolf, John B.  France: 1815 to the Present (1940) online free pp 349–501.
- Wright, Gordon. France in Modern Times (5th erd. 1995) pp 205–382

### 外交政策与殖民
- Adamthwaite, Anthony. Grandeur and Misery: France's Bid for Power in Europe 1914–1940 (1995) excerpt and text search （页面存档备份，存于）
- Conklin, Alice L. A Mission to Civilize: The Republican Idea of Empire in France and West Africa, 1895–1930  (2000) excerpt and text search （页面存档备份，存于）
- Duroselle, Jean-Baptiste. France and the Nazi Threat: The Collapse of French Diplomacy 1932–1939 (2004); Translation of his highly influential La décadence, 1932–1939 (1979)
- Gooch, G.P. Franco-German Relations 1871–1914 (1923)
- MacMillan, Margaret.  The War that Ended Peace: The Road to 1914 (2013).
- MacMillan, Margaret. Paris 1919: six months that changed the world (2007).
- Nere, J. Foreign Policy of France 1914–45 (2010)
- Quinn, Frederick.  The French Overseas Empire (2001)

### 政治理论和实践
- Hanson, Stephen E. . Comparative Political Studies. 2010, 43 (8–9): 1023–1058. doi:10.1177/0010414010370435.
- Jackson, Julian. The Politics of Depression in France 1932–1936 (2002) excerpt and text search （页面存档备份，存于）
- Kennedy, Sean. Reconciling France Against Democracy: the Croix de feu and the Parti social français, 1927–1945 (McGill-Queen's Press-MQUP, 2007)
- Kreuzer, Marcus. Institutions and Innovation: Voters, Parties, and Interest Groups in the Consolidation of Democracy—France and Germany, 1870–1939 (U. of Michigan Press, 2001)
- Lehning, James R.; To Be a Citizen: The Political Culture of the Early French Third Republic (2001) online edition （页面存档备份，存于）
- Passmore, Kevin. . French History. 1993, 7 (4): 417–449. doi:10.1093/fh/7.4.417.

### 文化与社会
- . New York: The Metropolitan Museum of Art. 1982  [2020-04-26]. ISBN 978-0870993299. （原始内容存档于2018-10-10）.
- Freundschuh, Aaron.  The Courtesan and the Gigolo:  The Murders in the Rue Montaigne and the Dark Side of Empire in Nineteenth-Century Paris (2017) excerpt and text search （页面存档备份，存于）
- Price, Roger. A Social History of Nineteenth-Century France (1987) complete text online （页面存档备份，存于） at Questia
- Robb, Graham. The Discovery of France: A Historical Geography, from the Revolution to the First World War (2007)
- Weber, Eugen. The Hollow Years: France in the 1930s (1996)
- Weber, Eugen. Peasants into Frenchmen: The Modernization of Rural France, 1870–1914 (1976) excerpt and text search （页面存档备份，存于）
- Weber, Eugen. France, Fin de Siècle (1988)
- Zeldin, Theodore. France: 1848–1945: Politics and Anger; Anxiety and Hypocrisy; Taste and Corruption; Intellect and Pride; Ambition and Love (2 vol 1979), topical history

### 社会性别问题
- Copley, A. R. H. Sexual Moralities in France, 1780–1980: New Ideas on the Family, Divorce and Homosexuality (1992)
- Diamond, Hanna. Women and the Second World War in France, 1939–1948: choices and constraints (Harlow: Longman, 1999)
- Moses, Claire. French Feminism in the 19th Century (1985) excerpt and text search （页面存档备份，存于）
- Pedersen, Jean. Legislating the French Family: Feminism, Theater, and Republican Politics: 1870–1920 (2003) excerpt and text search （页面存档备份，存于）

### 第一次世界大战
- Audoin-Rouzeau, Stephane, and Annette Becker. 14–18: Understanding the Great War (2003) ISBN 0-8090-4643-1
- Becker, Jean Jacques. The Great War and the French People (1986)
- Darrow, Margaret H. French Women and the First World War: War Stories of the Home Front (2000)
- Doughty, Robert A. Pyrrhic Victory: French Strategy and Operations in the Great War (2008), 592pp; excerpt and text search （页面存档备份，存于）, military history
- Fridenson, Patrick, ed. The French Home Front, 1914–1918 (1993).
- Gooch, G. P. Recent Revelations of European Diplomacy (1940), pp 269–30 summarizes published memoirs by main participants
- Smith, Leonard V. et al. France and the Great War (2003)
- Tucker, Spencer, ed. European Powers in the First World War: An Encyclopedia (1999)
- Winter, Jay, and Jean-Louis Robert, eds. Capital Cities at War: Paris, London, Berlin 1914–1919 (2 vol. 1999, 2007), 30 chapters 1200pp; comprehensive coverage by scholars vol 1 excerpt （页面存档备份，存于）; vol 2 excerpt and text search （页面存档备份，存于）

### 初级资料
- Anderson, F.M. . 1904  [2020-04-26]. （原始内容存档于2020-04-26）., complete text online

48°49′N 2°29′E / 48.817°N 2.483°E